# 65e cérémonie des Directors Guild of America Awards
La 65e cérémonie des Directors Guild of America Awards (DGA Awards), décernés par la Directors Guild of America, a eu lieu le 2 février 2013, et a récompensé les réalisateurs du cinéma et de la télévision pour leur travail de l'année précédente.

## Palmarès

### Cinéma

#### Film
- Ben Affleck pour Argo
  - Kathryn Bigelow pour Zero Dark Thirty
  - Tom Hooper pour Les Misérables
  - Ang Lee pour L'Odyssée de Pi (Life Of Pi)
  - Steven Spielberg pour Lincoln

#### Film documentaire
- Malik Bendjelloul pour Sugar Man (Searching For Sugar Man)
  - Kirby Dick pour The Invisible War 
  - David France pour How To Survive A Plague
  - Lauren Greenfield pour The Queen of Versailles
  - Alison Klayman pour Ai Weiwei: Never Sorry

### Télévision

#### Série télévisée dramatique
- Rian Johnson pour Breaking Bad – Fifty-One
  - Michael Cuesta pour Homeland – The Choice
  - Jennifer Getzinger pour Mad Men – A Little Kiss
  - Lesli Linka Glatter pour Homeland – Q&A
  - Greg Mottola pour The Newsroom – We Just Decided To

#### Série télévisée comique
- Lena Dunham pour Girls – Pilot
  - Louis C.K. pour Louie – New Year’s Eve
  - Mark Cendrowski pour The Big Bang Theory – The Date Night Variable
  - Bryan Cranston pour Modern Family – Election Day
  - Beth McCarthy-Miller pour 30 Rock – Live from Studio 6H

#### Mini-série ou téléfilm
- Jay Roach pour Game Change
  - Greg Berlanti pour Political Animals – Pilot
  - Philip Kaufman pour Hemingway & Gellhorn
  - Kevin Reynolds pour Hatfields and McCoys
  - Michael Rymer pour American Horror Story: Asylum – Dark Cousin

#### Variété ou musical
- Glenn Weiss pour la 66e cérémonie des Tony Awards (66th Annual Tony Awards)
  - Michael Dempsey pour 12-12-12: The Concert for Sandy Relief
  - Don Roy King pour Saturday Night Live – Host Mick Jagger
  - Don Mischer pour la 84e cérémonie des Oscars (84th Annual Academy Awards)
  - Chuck O'Neil pour The Daily Show with Jon Stewart – Episode #17153

#### Serial en journée
- Jill Mitwell pour On ne vit qu'une fois (One Life To Live)  – Between Heaven and Hell
  - Albert Alarr pour Des jours et des vies (Days of Our Lives)  – Trapped
  - Larry Carpenter pour Hôpital central (General Hospital)  – Bad Water
  - William Ludel pour Hôpital central (General Hospital)  – Magic Milo
  - Scott McKinsey pour Hôpital central (General Hospital)  – Shot Through The Heart

#### Télé-réalité
- Brian Smith pour Master Chef – Episode #305
  - Tony Croll pour America's Next Top Model – The Girl Who Becomes America's Next Top Model
  - Peter Ney pour Face Off – Scene of the Crime
  - J. Rupert Thompson pour Stars Earn Stripes – Amphibious Assault
  - Tim Warren pour Ink Master – Episode 103

#### Programme pour enfants
- Paul Hoen pour Let It Shine
  - Stuart Gillard pour Girl vs. Monster
  - Savage Steve Holland pour Big Time Movie
  - Jonathan Judge pour Camp Fred
  - Amy Schatz pour Don't Divorce Me! Kids' Rules for Parents on Divorce

#### Publicité
- Alejandro González Iñárritu pour Best Job (Procter and Gamble)
  - Lance Acord pour Jogger et Greatness (Nike) ; The Dog Strikes Back (Volkswagen) ; Thread (Levi Strauss & Co.)
  - Steve Ayson pour Beer Chase (Carlton Draught) ; Let Me Go (The Cosmopolitan of Las Vegas)
  - Fredrik Bond pour Surfer (Puma) ; Eternal Optimism (Budweiser)
  - Tom Kuntz pour Terry Crews Muscle Music (Old Spice) ; Stray Animals, Roadside Ditch et Platoon (DirecTV)

### Prix spéciaux
- Lifetime Achievement Award : Miloš Forman
- Lifetime Achievement in News Direction Award : Eric Shapiro
- Robert B. Aldrich Service Award : Michael Apted
- Frank Capra Achievement Award : Susan Zwerman
- Franklin J. Schaffner Achievement Award : Dency Nelson